# Boa Música
Boa Música es una compañía discográfica fundada en Madrid en el año 1993 por Nando Luaces. Aunque empezó siendo una distribuidora, a través de los años se especializó en el hip hop en español, siendo uno de los sellos musicales más extensos en este estilo. Desde el año 2000 su director es Manuel Pena.

## Historia
Conocida a lo largo de los años con los nombres Boa Music, Boa Recording o Boa Cor, comenzó su actividad como distribuidora de catálogos de importación tales como EFA, Alternative Tentacles, Dischord, Southern Studios, K Records, Greensleeves, Rawkus, Def Jux, Hostile, Delabel y estatales como Potencial HC, Oihuka, Gor, Esan Ozenki, Metak, Gridalo Forte, Propaganda pel Fet, Elkar, Yo Gano, Avoid y Zona Bruta, entre muchos otros fanzines, revistas o maquetas. 
Uno de los proyectos más recordados de Boa Música como distribuidora fueron unos discos recopilatorios llamados univerSOnoro, de los que se llegaron a publicar 6 volúmenes a precios muy asequibles. 
En 1995 se creó Boa Publishing, la empresa encargada de gestionar los derechos editoriales y miembro de la Junta Directiva de Sgae desde 2015.
El sello Fol Música originalmente llamado Edicións Do Fol, nació como marca destinada a apoyar y fomentar el talento de la música tradicional de Galicia. La primera referencia del catálogo es el primer disco del grupo Chouteira, titulado Chouteira, luego pasarían formaciones y solistas como Berrogüetto, Susana Seivane, Os Cempés, Na Lua, Magín Blanco, Talabarte, Budiño, Pancho Álvarez, Son de Seu, Rodrigo Romaní, Ses, Guadi Galego, Mercedes Peón, Uxía, Doa, Davide Salvado, entre otros. Recientemente el catálogo se ha abierto a músicas de raíz de otros lugares contando también con artistas como Raúl Rodríguez, Jorge Pardo, Carmen París, Kepa Junkera, José María Vitier o Pablo Milanés. 
Boa también publicó algunos títulos de rock de artistas como Obús, Manolo Kabezabolo, Mamá Ladilla, Heredeiros da Crus y Xabarín, así como de flamenco con José Menese y Agujetas. Adquirió el catálogo del sello Barrabás con numerosos discos de grupos como Porretas, Boikot, Ñu o Leize. 
A partir del año 1999 Boa Música comenzó a producir sus propios proyectos discográficos, pasando a ser un sello. Sus principales actividades giran en torno al Hip Hop y a la música urbana, centrándose en la publicación y promoción de lanzamientos discográficos y en la organización del gran festival especializado Cultura Urbana, cuya primera edición se celebró en 2005 en el espacio Matadero de Madrid. Este festival tuvo 3 ediciones más bajo la tutela del sello hasta el año 2009 que pasó a ser gestionado por otra empresa. Otros eventos fueron los festivales Boa 18 y Boafest.
Boa Arte es una colección de Urban Art creada desde el propio sello. La conforman obras de artistas como Eltono & Nano 4814, San, Okuda, Sixeart, Boamistura, 3ttman, Inocuo, Bertone, Spok, Fefe Talabarte… entre otros.

## Catálogo discográfico destacado
Aunque Boa Música ya distribuía varios sellos especializados en Hip Hop, en sus inicios como discográfica, creó catálogo adquiriendo piezas de otros sellos, produciendo sus propias referencias, coproduciendo o licenciando. El catálogo histórico de Boa Música es:
- El Club de los Poetas Violentos "Madrid Zona Bruta" (1994)

- La Puta Opepe “Vacaciones en el mar” (1996)

- VV.AA “Representativos” (1997)

- Locus Amenus “Un día más en la vida de un don nadie” (1998)
- Solo los Solo “Retorno al principio” (1998)

- 7 Notas 7 Colores “77” (1999)
- Violadores del Verso “Genios” (1999)
- Elements “La Esperanza” (1999)
- Duo Kie “2000 y Pico” (1999)

- Violadores del Verso “Atrás” (2000)
- Magnatiz “Magnatiz” (2000)
- El Meswy “Nadie” (2000)
- Magnatiz “A puerto” (2000)
- VV.AA. “Palabras, cajas y bajos” (2000)

- Violadores del Verso “Violadores del Verso + Kase.O: Mierda” (2001)
- Kraze Negroze “Tempo Muerto” (2001)
- Shuga Wuga “Malizzia” (2001)
- Skratch Comando (Incredible DJ’s” (2001)
- El Chojin “Solo para adultos” (2001)
- Violadores del Verso “Vicios y Virtudes” (2001)
- Desterrados Santaflow y EL Chulo del Megane "Desterrados" (2001)

- Chulito Camacho “18 Kilates” (2002)
- Magnatiz “Rara Avis” (2002)
- El Chojin “Cuando hay obstáculos” (2002)

- VV.AA. “Ganja Party / Blueprint” (2003)
- Yamal “Y el cielo por encontrar” (2003)
- El Chojin “Jamás intentes negarlo” (2003)
- Nach “Poesía Difusa” (2003)
- Chulito Camacho “Las heridas del corazón” (2003)
- VV.AA. “Esto es Hip Hop” (2003)
- Armablanca “Reflexión bajo un flexo” (2003)
- Nach “Poesía Difusa Edición especial con DVD en directo” (2003)
- Violadores del Verso “Tu eres alguien/Bombo Clap” (2003)

- Cañaman “Fronteras” (2004)
- Falsalarma “La Misiva Edición Especial” (2004)
- DJ Yulian “Shock” (2004)
- Falsalarma “Eterna juventud” (2004)
- Falsalarma “De valeroso espíritu” (2004)
- Armablanca “R-evolución” (2004)
- R de Rumba “R de Rumba” (2004)
- SFDK “Después de…” (2004)
- VV.AA. “Más Palabras, cajas y bajos” (2004)
- Meko “Zona de guerra” (2004)
- Perros Callejeros “Perdedores de Barrio” (2004)

- Nach “Juega” (2005)
- Falsalarma “Alquimia” (2005)
- SFDK “2005” (2005)
- Cañaman “Dub, weed & fyah” (2005)
- Tone “Algunos cortes” (2005)
- Nach “Ars Magna/Miradas” (2005)
- Falsalarma “El más buscado” (2005)
- VV.AA. “Bagdad rap (2005)
- Falsalarma “Alquimia tour 2005” (2005)

- Black Bee “Génesis” (2006)
- Violadores del Verso “Vivir para contarlo b/w Haciendo lo nuestro” (2006)
- Violadores del Verso “Vivir para contarlo” (2006)
- SFDK “Original rap” (2006)

- Flavio Rodríguez “Flaviolous” (2007)
- SFDK “Los Veteranos” (2007)
- Shotta “Los raperos nunca mueren” (2007)
- Armablanca “Autodidactas” (2007)
- Xhelazz “El soñador elegido” (2007)
- Violadores del Verso “Presente” (2007)
- Violadores del Verso “Gira 06/07 - Presente” (2007)
- Dogma Crew “Nacen de la Bruma” (2007)
- Dolcce Rotta "Las calles de Madrid no lloran" (2007)

- SFDK “Black Book” (2008)
- Shotta “Sangre” (2008)
- Nach “El Mejor” (2008)
- Mitsuruggy “La luz” (2008)

- Zeropositivo “El antídoto” (2009)
- Meko “Lo que dan los años” (2009)
- Hablando en Plata “Libertad/Hambre” (2009)
- Little Pepe & Shabu “Compartiendo” (2009)
- SFDK “Siempre fuertes 2” (2009)
- R de Rumba & Xhelazz “De Vuelta Al Estudio: Remixes Y Rarezas” (2009)
- Hablando en Plata “Libertad/Hambre/Historia” (2009)

- H.Kanino “Jodidos pero contentos” (2010)
- Zpu “He tenido un sueño” (2010)
- Rayden “Estaba escrito” (2010)
- VKR “Grandes” (2010)
- Hazhe “Universal language” (2010)
- Hazhe & Sicario “Nucleares” (2010)
- Rapsusklei “Pandemia” (2010)
- Xcese “Iluminati” (2010)
- Zeropositivo “Soul” (2010)
- SFDK “Maxis y no editados” (2010)
- SFDK “Curriculum Vitae” (2010)
- Capaz “Último cigarro” (2010)

- Sho-Hai “Doble Vida” (2011)
- Elphomega “Phantom Pop” (2011)
- Little Pepe “De Málaga hacia el mundo” (2011)
- Los Chikos del Maíz “Pasión de Talibanes” (2011)
- SFDK “La gira en sucio” (2011)
- Shotta “Profundo” (2011)
- VV.AA. “Boa 18” (2011)
- Zpu “He tenido un sueño/Yo soy el cambio” (2011)
- SFDK “Lista de invitados” (2011)

- Lex Luthorz “Soultape” (2012)
- VV.AA. “Rap es amor” (2012)
- Hazhe “H-A-Z-H-E” (2012)
- CPV “Siempre” (2012)
- Kase.O “Kase.O Jazz Magnetism” (2012)
- Hazhe “Meid in Espein” (2012)
- Los Chikos del Maíz “Pasión de Talibanes, el DVD” (2012)
- Crew Cuervos “Héroes & villanos” (2012)
- Jotandjota “Sincericidio” (2012)
- Rayden “Mosaico” (2012)
- Lírico “Un antes y un después” (2012)

- Lasai “Into the roots” (2013)
- VV.AA. “Trae tu ruido” (2013)
- Roy Mercurio “Mercurio” (2013)
- Mala Juntera “Cracks” (2013)
- La Puta Opepe “Regreso al futuro” (2013)
- H.Kanino “Resistimos” (2013)
- El Artefuckto “A nuestro ritmo” (2013)
- Little Pepe “Del mundo hacia Málaga” (2013)
- Saturnino Rey “Yo Zatu y mi severa fractura de Kraneo” (2013)
- Little Pepe “Al sur de la luna” (2013)

- Shotta “Flowesia” (2014)
- Rapsusklei & Flow Fanatics “Reality Flow” (2014)
- Foex “De madera” (2014)
- Zeropositivo “Blue Label” (2014)
- Heavy Roots “Heartless riddim” (2014)
- Rayden “En alma y hueso” (2014)
- Los Chikos del Maíz “La estanquera de Saigón” (2014)
- SFDK “Sin Miedo a Vivir” (2014)

- Nestakilla “Crisálida” (2015)
- Dremen “Day II” (2015)
- Charly Efe & Loren D “El Mártir” (2015)
- Hazhe & Acción Sánchez “Monkey breaks” (2015)
- Capaz “Superhumano” (2015)
- Piezas & Jayder “Melancholia” (2015)
- Kase.O “Previo” (2015)

- Lawer & Are “Zen” (2016)
- Los Chikos del Maíz “Trap Mirror” (2016)
- Liricistas “Bon voyage” (2016)
- Nachodowntempo “Zaragozatools” (2016)
- Charles Ans “Ataraxia” (2016)
- Hazhe & Acción Sánchez “Meid in Espein vol. 2” (2016)
- Shotta “Para mi gente” (2016)
- Kase.O “El Círculo” (2016)
- Hermano L & Alberto Dubscience “Rico Suárez VS Fire Fernández” (2016)
- Kano Sunsay “Original” (2016)
- Little Pepe “Templao” (2016)

- Aqeelion “Top Papi” (2017)
- La Boheme “Chuchos” (2017)
- Dremen “WARning” (2017)
- Riot Propaganda “Agenda Oculta” (2017)
- H.Kanino “Libertad, Orgullo y Dignidad” (2017)
- SFDK “Volver” (2017)
- Endikah & Sceno “Involución” (2017)
- Kodigo Norte “Una vida entera” (2017)
- Kamikaze & Green Valley “Semillas” (2017)
- Morgan-Vito-Gordo Del Funk-Acid Lemon “Entre Andenes Y Salas De Espera (2017)
- Blake “Visceral” (2017)
- Lasai “Still the same” (2017)
- Sho-Hai “La Última Función” (2017)

- Falsalarma “La Memoria de mis Pasos” (2018)
- Hazhe & Acción Sánchez “Hip Hop We Trust” (2018)
- SFDK “Redención” (2018)
- Liricistas “Galaxia” (2018)
- Capaz “20 Golpes" (2018)
- Xenon “Atlántida" (2018)
- Shotta “Salvaje” (2018)
- Los Chikos del Maíz “Valerie Solanas" (2018)

- Beltran “Damons" (2019)
- SFDK “Yo estuve allí” (2019)
- Los Chikos del Maíz “Comanchería" (2019)
- Falsalarma “Oro y Arena” (2019)
- Little Pepe “El Real One Love" (2019)